# Sinister Downfall
Sinister Downfall ist eine 2016 gegründete Funeral-Doom-Band.

## Geschichte
Das Ein-Personen-Projekt Sinister Downfall wurde von Eugen Kohl 2016 initiiert. Kohl, der hauptsächlich mit Black-Metal-Bands wie Donarhall und Nihilisticon aktiv ist, unterhält Sinister Downfall vollständig allein. Neben Songwriting und dem Einspielen der Musik zeichnet er sich auch für das das Mischen und Mastern der Tonträger verantwortlich. Das Projekt debütierte 2018 mit Eremozoic über Funere und Weird Truth Productions. Für Funere war es der erste herausgegebene Tonträger. Zwei Jahre später veröffentlichte Sinister Downfall, erneut über beide Label, das zweite Studioalbum A Dark Shining Light. Die Veröffentlichungen von Sinister Downfall wurden international vornehmlich positiv angenommen.

## Stil und Rezeption
Selbst mit durchschnittlichen Wertungen wurde dem Debüt attestiert „ein anständiges und sogar gutes Stück Funeral Doom“ darzustellen. Weitere Rezensenten schrieben von einer „soften Variante“ des Genres, sowie davon, dass Funeral Doom so sein müsse und Eremozoic Genre-Fans zu empfehlen sei. Das Gitarrenspiel erinnere an frühe Anathema und My Dying Bride. Die Stimmung wird als trist und hypnotisch beschrieben. Das Tempo sei „träge“, und der gutturale Gesang monoton. Hierbei, so Daniel Müller für Crossfire Metal, scheint Kohl „nur willkürliche, gequälte Laute und keine richtigen Texte von sich zu geben. Dazu gibt es im Hintergrund auch wenige, wohl durchdachte Pianoklänge, die die triste Atmosphäre nur noch weiter untermauern.“ auch laut Enrico Burzum Pauletto ist das Tempo „lang, langsam und monumental“, der Gesang „sehr tief“ sowie „verstörend“ während die Gitarren „einsilbige und feierliche Riffs“ einstreuen. Als Empfehlenswert wird die Veröffentlichung, an anderer Stelle für Fans von Gruppen wie Illimitable Dolor, Thergothon, Skepticism oder Shape of Despair betrachtet. Auch andere Rezensenten verweisen auf die Ursprünge des Genres und beschreiben die Stücke als „schleppende, schwere Monolithen mit zwölf Herzschlägen pro Minute, die auf die Ideen der Vorfahren des Genres wie Thergothon und Skepticism zurückgreifen und von Trauer, Hoffnungslosigkeit und Nihilismus durchdrungen sind.“ Riccardo Veronese schrieb für Doom-Metal.com, es sei eine wirklich gelungene Einführung in das Schaffen der Band und ein willkommener Ausblick auf künftiges Schaffen.
Dies künftige Schaffen wurde mit A Dark Shining Light eingeleitet und als „Werk, das die Freunde des Funeral Dooms erfreuen sollte“, und alle die Funeral Doom schätzten „lieben“ sollten, gelobt. Das Album sei ein „gut durchdachtes, genrespezifisches Werk. Die aussagekräftigen, tristen Phasen des Funeral Dooms [würden hierbei] durch melodienreiche Einflüsse im Hintergrund ergänzt.“ Gegenüber dem Vorgänger wurde A Dark Shining Light als „komplexer und kompakter“ gelobt. Mitunter wurde gemutmaßt, dass das Projekt mit dieser Veröffentlichung, die „langsame Rhythmen und eine trostlose, erbarmungslose Atmosphäre“ bereithalte sich „an die Spitze des dunkleren und strengeren Endes des Genres gesetzt und dabei phänomenale Arbeit geleistet“ habe. Mit A Dark Shining Light knüpfe Sinister Downfall stilistisch wie qualitativ am Vorgänger an. Es sei „Tonnenschwer“ jedoch durch melodische Passagen aufgelockert. Diese melodiösen Einschübe würden oft subtil in die am Doom Metal orientiert langsame Grundstruktur eingearbeitet um „eine angstvolle deprimierte Atmosphäre zu maximieren.“ Das an Pianoklänge erinnernde Keyboardspiel bleibt simpel und transportiere in seiner Einfachheit ein Gefühl von Trauer und Bitterkeit.

## Diskografie
- 2018: Eremozoic (Album, Funere/Weird Truth Productions)
- 2020: A Dark Shining Light (Album, Funere/Weird Truth Productions)
- 2022: The Last Witness (Album, Funere/Weird Truth Productions)